# Sluten mängd
I matematiken är en sluten mängd en mängd vars komplement är en öppen mängd. I {\displaystyle \mathbb {R} ^{n}}, eller mer allmänt i ett metriskt rum, innebär detta att en mängd {\displaystyle F} är sluten om varje randpunkt {\displaystyle a} till {\displaystyle F} är ett element i {\displaystyle F}. Att {\displaystyle a} är en randpunkt till {\displaystyle F} betyder att varje öppet klot runt {\displaystyle a} innehåller såväl punkter från {\displaystyle F} som från komplementet till {\displaystyle F}.
För att kunna tala om slutna delmängder i en mängd behöver alltså en topologi vara definierad på mängden. En mängd är sluten om och endast om den är lika med sitt slutna hölje, eller om den innehåller alla sina randpunkter.

## Egenskaper
I alla topologiska rum är hela rummet och den tomma mängden sluten.
Snittet av godtyckligt många slutna mängder är slutet och unionen av ändligt många slutna mängder är sluten.
Unionen av uppräkneligt många slutna mängder behöver inte vara sluten, sådana mängder kallas Fσ-mängder.

## Exempel
- Det slutna intervallet {\displaystyle [a,b]} av reella tal är en sluten delmängd av de reella talen.
- Intervallet {\displaystyle [0,1]} är slutet i det metriska rummet av reella tal. {\displaystyle [0,1]\cap \mathbb {Q} } är slutet i det metriska rummet av rationella tal, men inte i det metriska rummet av reella tal.